# Čierna Lehota (Trenčín)
|  | No s'ha de confondre amb Čierna Lehota (Košice). |

Čierna Lehota és un poble i municipi d'Eslovàquia que es troba a la regió de Trenčín. La primera menció escrita de la vila es remunta al 1484.

## Demografia
| Godina             | 1994 | 2004    | 2014    | 2024   |
| ------------------ | ---- | ------- | ------- | ------ |
| Nombre de persones | 192  | 151     | 110     | 110    |
| Diferència         |      | −21,35% | −27,15% | −1,42% |

| Godina             | 2023 | 2024   |
| ------------------ | ---- | ------ |
| Nombre de persones | 112  | 110    |
| Diferència         |      | −1,78% |